# Universiteit van Massachusetts
De University of Massachusetts (bijnaam: UMass) is een openbare universiteit verspreid op vijf locaties in de Amerikaanse staat Massachusetts. UMass telt zo'n 60.000 studenten en heeft ook een internetschool, UMassOnline.

## Campussen
- University of Massachusetts Amherst in Amherst was de eerste en is de grootste campus. Amherst werd in 1863 gesticht als Massachusetts Agricultural College. In 1937 werd het de Massachusetts State College en tien jaar later kreeg de universiteit haar huidige naam.

- University of Massachusetts Lowell in Lowell werd opgericht in 1894 als de Lowell Normal School en werd een jaar later de Lowell Textile School. Deze afdeling richt zich op wetenschaps - en ingenieursstudies.

- University of Massachusetts Dartmouth in Dartmouth werd opgericht in 1895 als de New Bedford Textile School en de Bradford Durfee Textile School.
  - College of Arts and Sciences: kunstwetenschappen.
  - Charlton College of Business: economie.
  - College of Engineering: ingenieur.
  - College of Nursing: verpleegkunde.
  - College of Visual & Performing Arts: kunst.
  - School of Marine Science & Technology: maritieme wetenschappen.

- University of Massachusetts Medical School in Worcester begon in 1962.
  - School of Medicine: geneeskunde.
  - Graduate School of Biomedical Sciences: biomedische wetenschappen.
  - Graduate School of Nursing: verpleegkunde.

- University of Massachusetts Boston in Boston werd opgericht in 1964 en is daarmee de jongste van de vijf campussen.